# Achille Battistuzzi
Achille Battistuzzi (Trieste - Barcelona, 1891) fue un pintor italiano instalado en Barcelona durante el siglo XIX, hacia el 1866. Se especializó en cuadros de paisajes con escenas urbanas. Se le conoce por su dominio de la técnica y por su objetividad, precisión, detallismo y buen uso de la perspectiva, siendo uno de los introductores del vedutismo veneciano en Cataluña, siguiendo las influencias de Canaletto o Guardi.
También pintó varios decorados escenográficos. Trabajó para varios teatros de la ciudad condal, donde también fundó en 1877 una Escuela de Perspectiva, Acuarela y Aguatinta, donde se formaron futuros escenógrafos de renombre. Estaba casado con Carolina Ceschiotti.

## Batisttuzzi en los museos de Cataluña
En la colección del Museo Nacional de Arte de Cataluña se encuentra su obra El pla de la Boqueria, de la que también se guarda un dibujo preparatorio (MNAC/GDG/66955/D). Pintada hacia 1873 la obra fue expuesta en la Exposición Universal de Barcelona de 1888 junto con otro de sus cuadros, Catedral de Palencia.
Por su lado, el Museo de Historia de Barcelona conserva nueve obras del artista, y en el Archivo Histórico de la Ciudad de Barcelona se encuentran dos óleos, dos acuarelas, dos dibujos y dos grabados.
El Museo Marítimo de Barcelona guarda en sus fondos la tela titulada Vista de las Reales Atarazanas de Barcelona y de la Montaña de Montjuïc, de 1827.